# Afgab
Afgab är en krater i Kenya.   Den ligger i länet Marsabit, i den centrala delen av landet, 500 km norr om huvudstaden Nairobi. Toppen på Afgab är 684 meter över havet, eller 70 meter över den omgivande terrängen. Bredden vid basen är 1,1 km.
Terrängen runt Afgab är huvudsakligen lite kuperad. Runt Afgab är det mycket glesbefolkat, med 6 invånare per kvadratkilometer. Det finns inga samhällen i närheten. Omgivningarna runt Afgab är i huvudsak ett öppet busklandskap.